# Anthophora bimaculata
Anthophora bimaculata är en art i insektsordningen steklar som tillhör överfamiljen bin och släktet pälsbin. 

## Beskrivning
Honan har gulbrun päls på huvud och mellankropp, på huvudet uppblandad med vitt och på mellankroppen med enstaka svarta hår. Bakkroppen är svart med glesa, ljusa band på tergiterna (bakkroppssegmenten) 2 till 5. Hanen har liknande färgteckning, men på huvudet är pälsen snarare uppblandad med gult, och mellankroppen är rödbrun. Tergiterna 1 och 2 har gles, gulbrun behåring, och tergiterna 3 till 5 svarta hår; alla har vitaktiga band i bakkanterna.

## Ekologi
Arten är ett solitärt bi, det vill säga det bildar inte samhällen. Larvbona byggs dock i täta kolonier. Det förekommer framför allt på lätta sandjordar, som dyner, sandfält och hedmarker.
Flygtiden varar från juni till september under vilken biet besöker blommande växter från ett flertal familjer som korgblommiga växter, strävbladiga växter, kransblommiga växter, rosväxter, klockväxter, ärtväxter, johannesörtsväxter och fackelblomsterväxter.
Larvboet grävs till ungefär 5 cm djup i sandjord, gärna i sluttningar. Larven övervintrar som vilolarv. Boparasiter till arten är kägelbina Coelioxys rufescens och Coelioxys elongata samt Ammobates punctatus.

## Utbredning
Anthophora bimaculata förekommer i Syd- och Mellaneuropa, norrut till Tyskland och södra Brittiska öarna.